# Écluse de Towney

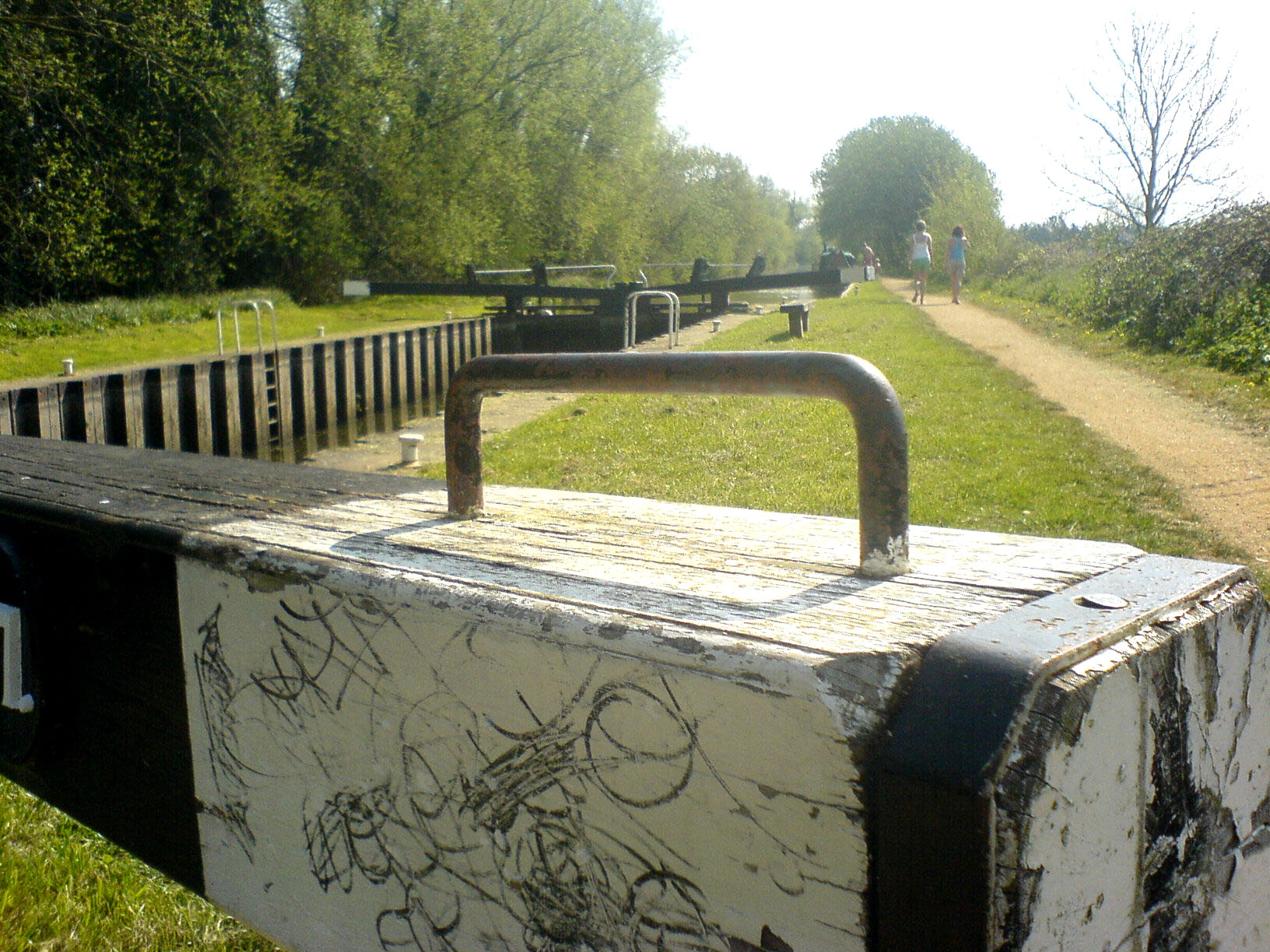
Écluse de Towney.

L'écluse de Towney est une écluse sur le canal Kennet et Avon, située entre Aldermaston Wharf et Sulhamstead, dans le Berkshire, en Angleterre.
L'écluse de Towney a été construite entre 1718 et 1723 sous la supervision de l'ingénieur John Hore de Newbury. Le canal est administré par la British Waterways. L'écluse a une hauteur d'eau de 2,95 m (9 pi 8 po).
L'écluse a été approfondie au cours de travaux de restauration dans les années 1970, lorsque l'écluse d'Ufton a été supprimée.